# Лёгкая атлетика на летних Олимпийских играх 2020 — эстафета 4×400 метров (мужчины)
Соревнования в эстафете на 4×400 метров среди мужчин на летних Олимпийских играх 2020 года прошли 6 и 7 августа 2021 года на Японском национальном стадионе. В соревнованиях приняли участие 16 эстафетных команд, каждая из которых насчитывала 5 членов, из которых в каждом раунде выбирают 4.

## Медалисты
| Золото | Серебро                                                                                         | Бронза                                                                |
| США · Майкл Черри · Майкл Норман · Брайс Дедмон · Рай Бенджамин · Вернон Норвуд · Рэндольф Росс · Тревор Стюарт | Нидерланды · Лимарвин Боневасия · Терренс Агард · Тони ван Дипен · Рэмзи Анджела · Йохем Доббер | Ботсвана · Айзек Маквала · Баболоки Тебе · Зибане Нгози · Баяпо Ндори |

## История
Соревнование в эстафете на 4×400 метров среди мужчин на Олимпийских играх 2020 года будет проводиться в 25 раз. Впервые было проведено в 1912 году.

## Квалификация
Национальные олимпийские комитеты (НОК) могут квалифицировать одну эстафетную команду одним из следующих трех способов:
- Лучшие 8 команд НОК квалифицировались на эстафетный турнир через чемпионат мира по легкой атлетике 2019 года.
- Дополнительно  4 команды НОК квалифицировались на эстафетный турнир через  Чемпионат мира по легкоатлетическим эстафетам 2021.
- Остальные 4 команды НОК, которые не попали через чемпионат мира 2019 года и на чемпионат мировых легкоатлетических эстафет 2021 года, квалифицировались как лучшие сборные из мирового рейтинга по состоянию на 29 июня 2021 года.

Всего в эстафетную команду могут быть введены пять спортсменов. Если НОК также ввел отдельных спортсменов в соответствующее индивидуальное соревнование (100 м), включенные индивидуальные спортсмены должны быть включены в общее количество пяти (5) спортсменов, включенных в эстафету. В дополнение к пяти, НОК могут номинировать максимум одного альтернативного спортсмена для каждой команды.
Квалификационный период первоначально был установлен с 1 мая 2019 года по 29 июня 2020 года. Из -за пандемии коронавирусной инфекции в период с 6 апреля 2020 года по 30 ноября 2020 года соревнования был приостановлены и дата окончания продлена до 29 июня 2021 года. Квалификационные нормативы времени могут быть получены в различных соревнованиях в течение данного периода, и которые имеют одобрение ИААФ. Как на открытом воздухе, так и в помещении, а также результаты последний региональных чемпионатов могут быть засчитаны в рейтинге, даже если он проведен не во время квалификационного периода.

## Рекорды
Мировой и олимпийский рекорды до начала летних Олимпийских игр 2020 года:
| Мировой рекорд     | США Эндрю Валмон, Куинси Уоттс, Батч Рейнольдс, Майкл Джонсон     | 2.54,29 | Штутгарт | 22 августа 1993 |
| Олимпийский рекорд | Лашон Мерритт, Анжело Тейлор, Дэвид Невилл, Джереми Уоринер (USA) | 2.55,39 | Пекин    | 23 августа 2008 |

## Формат и календарь турнира
В соревнованиях продолжили использовать двухраундовый формат, введенный в 2012 году.
Время Олимпийских объектов местное (Япония, UTC+9)
| Дата                    | Время | Раунд      |
| ----------------------- | ----- | ---------- |
| Пятница, 6 августа 2021 | 19:50 | Отборочный |
| Суббота, 7 августа 2021 | 21:50 | Финал      |

## Результаты

### Отборочные забеги
Квалификационные правила: первые 3 в каждом забеге (Q) и дополнительно 2 с лучшими показанными результатами из всех забегов (q) проходят в Финальный раунд.

#### Отборочный забег 1
| Место | Дорожка | Спортсмен         | НОК                                                           | Реакция на старте | Время   | Примечание |
| ----- | ------- | ----------------- | ------------------------------------------------------------- | ----------------- | ------- | ---------- |
| 1     | 7       | США               | Тревор Стюарт, Рэндольф Росс, Брайс Дедмон, Вернон Норвуд     | 0.180             | 2:57.77 | Q, SB      |
| 2     | 9       | Ботсвана          | Айзек Маквала, Баболоки Тебе, Зибане Нгози, Баяпо Ндори       | 0.200             | 2:58.33 | Q, AR      |
| 3     | 3       | Тринидад и Тобаго | Деон Лендор, Джерим Ричардс, Мейчел Седенио, Дуайт Сент-Илер  | 0.193             | 2:58.60 | Q, SB      |
| 4     | 4       | Италия            | Алессандро Сибилио, Владимир Ачети, Эдоардо Скотти, Давиде Ре | 0.144             | 2:58.91 | q, NR      |
| 5     | 2       | Нидерланды        | Йохем Доббер, Агард, Терренс, Тони Ван Дипен, Рэмзи Анджела   | 0.178             | 2:59.06 | q, NR      |
| 6     | 5       | Великобритания    | Кэмерон Чалмерс, Джо Брайер, Ли Томпсон, Майкл Огайоз         | 0.245             | 3:03.29 | SB         |
| 7     | 6       | Чехия             | Патрик Шорм, Павел Маслак, Михал Десенский, Вит Мюллер        | 0.169             | 3:03.61 |            |
| 8     | 8       | Германия          | Марвин Шлегель, Люк Кэмпбелл, Жан Поль Бредо, Мануэль Сандерс | 0.197             | 3:03.62 |            |

#### Отборочный забег 2
| Место | Дорожка | Спортсмен | НОК                                                               | Реакция на старте | Время   | Примечание |
| ----- | ------- | --------- | ----------------------------------------------------------------- | ----------------- | ------- | ---------- |
| 1     | 8       | Польша    | Дариуш Ковалюк, Кароль Залевский, Якуб Кшевина, Каетан Душиньский | 0.160             | 2:58.55 | Q, SB      |
| 2     | 4       | Ямайка    | Демиш Гайе, Джахил Хайд, Карайм Бартли, Нейтон Аллен              | 0.188             | 2:59.29 | Q, SB      |
| 3     | 6       | Бельгия   | Александр Дум, Джонатан Сакур, Дилан Борле, Жонатан Борле         | 0.148             | 2:59.37 | Q, SB      |
| 4     | 2       | Индия     | Мухаммед Анас, Ной Нирмал Том, Арокия Раджив, Амодж Джейкоб       | 0.138             | 3:00.25 | AR         |
| 5     | 7       | Япония    | Рикуя Ито, Кайто Кавабата, Кентаро Сато, Аото Судзуки             | 0.143             | 3:00.76 | =NR        |
| 6     | 5       | Франция   | Томас Жордиер, Мухаммад Абдалла Кунта, Людовик Усени, Жиль Бирон  | 0.166             | 3:00.81 | PB         |
| 7     | 9       | ЮАР       | Лайт Пиллэй, Закити Нене, Ранти Дикгале, Тхапело Фора             | 0.151             | 3:01.18 | SB         |
| 8     | 3       | Колумбия  | Джон Перласа, Диего Паломеке, Рауль Мена Педроса, Джон Солис      | 0.164             | 3:03.20 | SB         |

### Финал
| Место | Дорожка | Спортсмен         | НОК                                                                  | Реакция на старте | Время   | Примечание |
| ----- | ------- | ----------------- | -------------------------------------------------------------------- | ----------------- | ------- | ---------- |
| 1     | 4       | США               | Майкл Черри, Майкл Норман, Брайс Дедмон, Рай Бенджамин               | 0.185             | 2:55.70 | SB         |
| 2     | 2       | Нидерланды        | Лимарвин Боневасия, Терренс Агард, Тони ван Дипен, Рэмзи Анджела     | 0.176             | 2:57.18 | NR         |
| 3     | 7       | Ботсвана          | Айзек Маквала, Баболоки Тебе, Зибане Нгози, Баяпо Ндори              | 0.212             | 2:57.27 | AR         |
| 4     | 9       | Бельгия           | Александр Дум, Джонатан Сакур, Дилан Борле, Кевин Борле              | 0.149             | 2:57.88 | NR         |
| 5     | 6       | Польша            | Дариуш Ковалюк, Кароль Залевский, Матеуш Жезничак, Каетан Душиньский | 0.157             | 2:58.46 | SB         |
| 6     | 5       | Ямайка            | Демиш Гайе, Кристофер Тейлор, Джахил Хайд, Нейтон Аллен              | 0.195             | 2:58.76 | SB         |
| 7     | 3       | Италия            | Давиде Ре, Владимир Ачети, Эдоардо Скотти, Алессандро Сибилио        | 0.161             | 2:58.81 | NR         |
| 8     | 8       | Тринидад и Тобаго | Деон Лендор, Джерим Ричардс, Дуайт Сент-Илер, Мейчел Седенио         | 0.179             | 3:00.85 |            |